# Gran Premi d'Alemanya del 1993
Resultats del Gran Premi d'Alemanya de Fórmula 1 de la temporada 1993, disputat al circuit de Hockenheimring el 25 de juliol del 1993.

## Resultats
| Pos | No | Pilot                | Equip                    | Voltes | Temps/ Retirada      | Pos. de sortida | Punts |
| --- | -- | -------------------- | ------------------------ | ------ | -------------------- | --------------- | ----- |
| 1   | 2  | Alain Prost          | Williams - Renault       | 45     | 1h 18' 40. 885       | 1               | 10    |
| 2   | 5  | Michael Schumacher   | Benetton - Ford          | 45     | + 16.664 s           | 3               | 6     |
| 3   | 26 | Mark Blundell        | Ligier - Renault         | 45     | + 59.349 s           | 5               | 4     |
| 4   | 8  | Ayrton Senna         | McLaren - Ford           | 45     | + 1' 08.229 min.     | 4               | 3     |
| 5   | 6  | Riccardo Patrese     | Benetton - Ford          | 45     | + 1' 31.516 min.     | 7               | 2     |
| 6   | 28 | Gerhard Berger       | Ferrari                  | 45     | + 1' 34.754 min.     | 9               | 1     |
| 7   | 27 | Jean Alesi           | Ferrari                  | 45     | + 1' 35.841 min.     | 10              |       |
| 8   | 25 | Martin Brundle       | Ligier - Renault         | 44     | + 1 Volta            | 6               |       |
| 9   | 29 | Karl Wendlinger      | Sauber                   | 44     | + 1 Volta            | 14              |       |
| 10  | 12 | Johnny Herbert       | Lotus - Ford             | 44     | + 1 Volta            | 13              |       |
| 11  | 23 | Christian Fittipaldi | Minardi - Ford           | 44     | + 1 Volta            | 20              |       |
| 12  | 19 | Philippe Alliot      | Larrousse - Lamborghini  | 44     | + 1 Volta            | 23              |       |
| 13  | 15 | Thierry Boutsen      | Jordan - Hart            | 44     | + 1 Volta            | 24              |       |
| 14  | 24 | Pierluigi Martini    | Minardi - Ford           | 44     | + 1 Volta            | 22              |       |
| 15  | 0  | Damon Hill           | Williams - Renault       | 43     | Pneumàtics           | 2               |       |
| 16  | 21 | Michele Alboreto     | Lola - Ferrari           | 43     | + 2 Voltes           | 26              |       |
| 17  | 9  | Derek Warwick        | Footwork - Mugen - Honda | 42     | + 3 Voltes           | 11              |       |
| Ret | 14 | Rubens Barrichello   | Jordan - Hart            | 34     | Pressió de les rodes | 17              |       |
| Ret | 3  | Ukyo Katayama        | Tyrrell - Yamaha         | 28     | Palier / Eix         | 21              |       |
| Ret | 30 | Jyrki Järvilehto     | Sauber                   | 22     | Virolla              | 18              |       |
| Ret | 11 | Alessandro Zanardi   | Lotus - Ford             | 19     | Virolla              | 15              |       |
| Ret | 10 | Aguri Suzuki         | Footwork - Mugen - Honda | 9      | Col·lisió            | 8               |       |
| Ret | 7  | Michael Andretti     | McLaren - Ford           | 4      | Col·lisió            | 12              |       |
| Ret | 22 | Luca Badoer          | Lola - Ferrari           | 4      | Suspensions          | 25              |       |
| Ret | 4  | Andrea de Cesaris    | Tyrrell - Yamaha         | 1      | Caixa canvi          | 19              |       |
| Ret | 20 | Érik Comas           | Larrousse - Lamborghini  | 0      | Caixa canvi          | 16              |       |

## Altres
- Pole: Alain Prost 1' 38. 748

- Volta ràpida: Michael Schumacher 1' 41. 859 (a la volta 40)

- Última victòria de Alain Prost